# Essegney
Essegney és un municipi francès, situat al departament dels Vosges i a la regió del Gran Est. L'any 2007 tenia 670 habitants.

## Demografia

### Població
El 2007 la població de fet d'Essegney era de 670 persones. Hi havia 242 famílies, de les quals 64 eren unipersonals (36 homes vivint sols i 28 dones vivint soles), 91 parelles sense fills, 75 parelles amb fills i 12 famílies monoparentals amb fills.
La població ha evolucionat segons el següent gràfic:
Habitants censats

### Habitatges
El 2007 hi havia 271 habitatges, 257 eren l'habitatge principal de la família, 5 eren segones residències i 9 estaven desocupats. 259 eren cases i 11 eren apartaments. Dels 257 habitatges principals, 223 estaven ocupats pels seus propietaris, 25 estaven llogats i ocupats pels llogaters i 9 estaven cedits a títol gratuït; 3 tenien dues cambres, 19 en tenien tres, 60 en tenien quatre i 176 en tenien cinc o més. 196 habitatges disposaven pel capbaix d'una plaça de pàrquing. A 123 habitatges hi havia un automòbil i a 104 n'hi havia dos o més.

### Piràmide de població
La piràmide de població per edats i sexe el 2009 era:
| Homes | Edats   | Dones |
| ----- | ------- | ----- |
| 0     | 95 o +  | 0     |
| 4     | 90 a 94 | 12    |
| 4     | 85 a 89 | 20    |
| 0     | 80 a 84 | 12    |
| 16    | 75 a 79 | 24    |
| 16    | 70 a 74 | 8     |
| 12    | 65 a 69 | 20    |
| 28    | 60 a 64 | 16    |
| 16    | 55 a 59 | 24    |
| 16    | 50 a 54 | 36    |
| 24    | 45 a 49 | 28    |
| 12    | 40 a 44 | 8     |
| 32    | 35 a 39 | 12    |
| 8     | 30 a 34 | 20    |
| 20    | 25 a 29 | 12    |
| 8     | 20 a 24 | 12    |
| 24    | 15 a 19 | 12    |
| 12    | 10 a 14 | 8     |
| 8     | 5 a 9   | 24    |
| 16    | 0 a 4   | 20    |

## Economia
El 2007 la població en edat de treballar era de 382 persones, 265 eren actives i 117 eren inactives. De les 265 persones actives 247 estaven ocupades (135 homes i 112 dones) i 18 estaven aturades (10 homes i 8 dones). De les 117 persones inactives 58 estaven jubilades, 32 estaven estudiant i 27 estaven classificades com a «altres inactius».

### Ingressos
El 2009 a Essegney hi havia 255 unitats fiscals que integraven 634 persones, la mediana anual d'ingressos fiscals per persona era de 18.383 €.

### Activitats econòmiques
Dels 22 establiments que hi havia el 2007, 1 era d'una empresa extractiva, 1 d'una empresa alimentària, 2 d'empreses de fabricació d'altres productes industrials, 3 d'empreses de construcció, 2 d'empreses de comerç i reparació d'automòbils, 1 d'una empresa d'informació i comunicació, 4 d'empreses immobiliàries, 4 d'empreses de serveis, 1 d'una entitat de l'administració pública i 3 d'empreses classificades com a «altres activitats de serveis».
Dels 5 establiments de servei als particulars que hi havia el 2009, 1 era un paleta, 1 fusteria, 1 lampisteria, 1 perruqueria i 1 saló de bellesa.
L'únic establiment comercial que hi havia el 2009 era una fleca.
L'any 2000 a Essegney hi havia 5 explotacions agrícoles.

## Equipaments sanitaris i escolars
El 2009 hi havia una escola elemental integrada dins d'un grup escolar amb les comunes properes formant una escola dispersa.

## Poblacions més properes
El següent diagrama mostra les poblacions més properes.